# Cantón de Artix y País de Soubestre
El cantón de Artix y País de Soubestre (cantón n.º 2, Artix et Pays de Soubestre en francés) es una división administrativa francesa del departamento de los Pirineos Atlánticos creado por Decreto n.º 2014-148, artículo 3º, del 25 de febrero de 2014 y que entró en vigor el 22 de marzo de 2015, con las primeras elecciones departamentales posteriores a la publicación de dicho decreto.

## Historia
Con la aplicación de dicho Decreto, los cantones de Pirineos Atlánticos pasaron de 52 a 27.
El  cantón está formado por las veintitrés comunas del antiguo cantón de Arzacq-Arraziguet, las veintiuna del cantón de Arthez de Béarn, cinco del cantón de Lescar, cinco del cantón de Orthez y dos del cantón de Lagor.
La capital (Bureau centralisateur) está en Artix.

## Composición
El cantón de Artix y País de Soubestre comprende las cincuenta y cinco comunas siguientes:
| Comunas                 | Código INSEE | Superficie (km²) | Población (2012) | Densidad (hab/km²) | Distrito | Cantón anterior       |
| ----------------------- | ------------ | ---------------- | ---------------- | ------------------ | -------- | --------------------- |
| Argagnon                | 64042        | 9,33             | 729              | 78                 | Pau      | Arthez-de-Béarn       |
| Arget                   | 64044        | 4                | 89               | 22                 | Pau      | Arzacq-Arraziguet     |
| Arnos                   | 64048        | 5,69             | 80               | 14                 | Pau      | Arthez-de-Béarn       |
| Arthez-de-Béarn         | 64057        | 27,92            | 1835             | 66                 | Pau      | Arthez-de-Béarn       |
| Artix                   | 64061        | 9,11             | 3556             | 390                | Pau      | Arthez-de-Béarn       |
| Arzacq-Arraziguet       | 64063        | 15,26            | 1026             | 67                 | Pau      | Arzacq-Arraziguet     |
| Aussevielle             | 64080        | 3,26             | 784              | 240                | Pau      | Lescar                |
| Balansun                | 64088        | 10,73            | 279              | 26                 | Pau      | Orthez                |
| Beyrie-en-Béarn         | 64121        | 2,72             | 189              | 69                 | Pau      | Lescar                |
| Bonnut                  | 64135        | 22,01            | 716              | 33                 | Pau      | Orthez                |
| Bougarber               | 64142        | 10,29            | 782              | 76                 | Pau      | Lescar                |
| Bouillon                | 64143        | 3,27             | 153              | 47                 | Pau      | Arzacq-Arraziguet     |
| Boumourt                | 64144        | 8,03             | 143              | 18                 | Pau      | Arthez-de-Béarn       |
| Cabidos                 | 64158        | 7,26             | 186              | 26                 | Pau      | Arzacq-Arraziguet     |
| Casteide-Cami           | 64171        | 6,80             | 220              | 32                 | Pau      | Arthez-de-Béarn       |
| Casteide-Candau         | 64172        | 9,24             | 225              | 24                 | Pau      | Arthez-de-Béarn       |
| Castétis                | 64177        | 9,06             | 603              | 67                 | Pau      | Orthez                |
| Castillon-d'Arthez      | 64181        | 6,71             | 290              | 43                 | Pau      | Arthez-de-Béarn       |
| Cescau                  | 64184        | 7,98             | 530              | 66                 | Pau      | Arthez-de-Béarn       |
| Coublucq                | 64195        | 5,54             | 107              | 19                 | Pau      | Arzacq-Arraziguet     |
| Denguin                 | 64198        | 12,29            | 1775             | 144                | Pau      | Lescar                |
| Doazon                  | 64200        | 6,14             | 191              | 31                 | Pau      | Arthez-de-Béarn       |
| Fichous-Riumayou        | 226          | 6,41             | 177              | 28                 | Pau      | Arzacq-Arraziguet     |
| Garos                   | 64234        | 12,06            | 230              | 19                 | Pau      | Arzacq-Arraziguet     |
| Géus-d'Arzacq           | 64243        | 4,12             | 197              | 48                 | Pau      | Arzacq-Arraziguet     |
| Hagetaubin              | 64254        | 18,87            | 565              | 30                 | Pau      | Arthez-de-Béarn       |
| Labastide-Cézéracq      | 64288        | 5,01             | 548              | 109                | Pau      | Arthez-de-Béarn       |
| Labastide-Monréjeau     | 64290        | 8,19             | 573              | 70                 | Pau      | Arthez-de-Béarn       |
| Labeyrie                | 64295        | 3,69             | 107              | 29                 | Pau      | Arthez-de-Béarn       |
| Lacadée                 | 64296        | 4,81             | 152              | 32                 | Pau      | Arthez-de-Béarn       |
| Lacq                    | 64300        | 17,05            | 722              | 42                 | Pau      | Lagor Arthez-de-Béarn |
| Lonçon                  | 64347        | 5,52             | 175              | 32                 | Pau      | Arzacq-Arraziguet     |
| Louvigny                | 64355        | 7,02             | 126              | 18                 | Pau      | Arzacq-Arraziguet     |
| Malaussanne             | 64365        | 17,49            | 408              | 23                 | Pau      | Arzacq-Arraziguet     |
| Mazerolles              | 64374        | 11,71            | 1030             | 88                 | Pau      | Arzacq-Arraziguet     |
| Méracq                  | 64380        | 8,24             | 221              | 27                 | Pau      | Arzacq-Arraziguet     |
| Mesplède                | 64382        | 11,47            | 322              | 28                 | Pau      | Arthez-de-Béarn       |
| Mialos                  | 64383        | 4,54             | 104              | 23                 | Pau      | Arzacq-Arraziguet     |
| Momas                   | 64387        | 14,51            | 551              | 38                 | Pau      | Lescar                |
| Mont                    | 64396        | 18,24            | 1056             | 58                 | Pau      | Lagor                 |
| Montagut                | 64397        | 6,18             | 127              | 21                 | Pau      | Arzacq-Arraziguet     |
| Morlanne                | 64406        | 12,94            | 595              | 46                 | Pau      | Arzacq-Arraziguet     |
| Piets-Plasence-Moustrou | 64447        | 8,34             | 139              | 17                 | Pau      | Arzacq-Arraziguet     |
| Pomps                   | 64450        | 7,77             | 263              | 34                 | Pau      | Arzacq-Arraziguet     |
| Poursiugues-Boucoue     | 64457        | 9,02             | 207              | 23                 | Pau      | Arzacq-Arraziguet     |
| Saint-Médard            | 64491        | 11,23            | 214              | 19                 | Pau      | Arthez-de-Béarn       |
| Sallespisse             | 64501        | 15,18            | 598              | 39                 | Pau      | Orthez                |
| Sault-de-Navailles      | 64510        | 22,26            | 844              | 38                 | Pau      | Orthez                |
| Séby                    | 64514        | 5,97             | 199              | 33                 | Pau      | Arzacq-Arraziguet     |
| Serres-Sainte-Marie     | 64521        | 9,49             | 498              | 52                 | Pau      | Arthez-de-Béarn       |
| Urdès                   | 64541        | 5,89             | 292              | 50                 | Pau      | Arthez-de-Béarn       |
| Uzan                    | 64548        | 6,20             | 153              | 25                 | Pau      | Arzacq-Arraziguet     |
| Viellenave-d'Arthez     | 64554        | 3,92             | 174              | 44                 | Pau      | Arthez-de-Béarn       |
| Vignes                  | 64557        | 7,97             | 418              | 52                 | Pau      | Arzacq-Arraziguet     |

En 2012, la población total del nuevo cantón era de 26638 habitantes.